# Dziewkowice

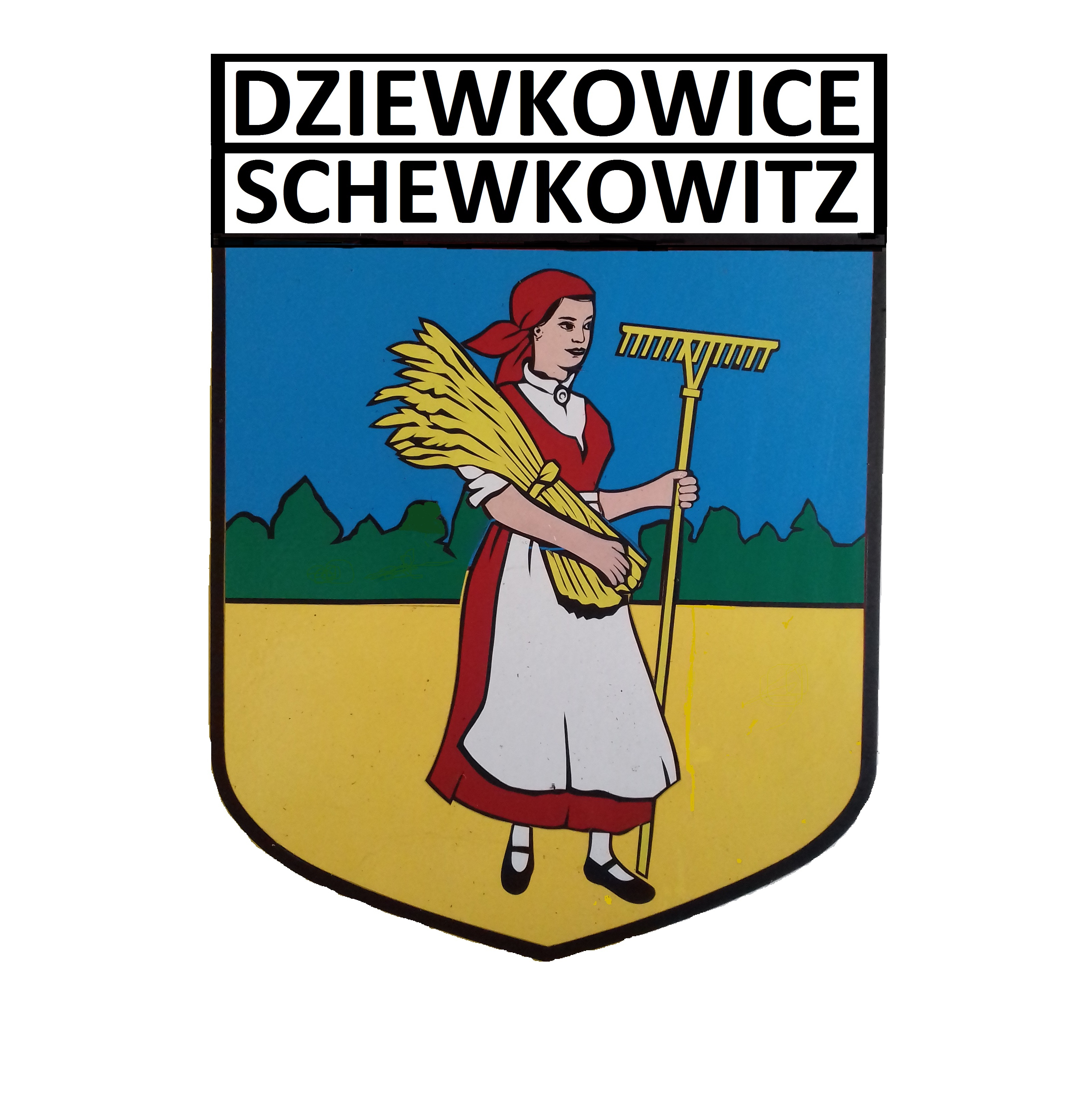
Nieoficjalny herb wsi Dziewkowice

Dziewkowice (niem. Schewkowitz, 1936–1945 Frauenfeld) – wieś w Polsce położona w województwie opolskim, w powiecie strzeleckim, w gminie Strzelce Opolskie.
W latach 1954–1961 wieś należała i była siedzibą władz gromady Dziewkowice, po jej zniesieniu w gromadzie Strzelce Opolskie. 

## Nazwa
Według niemieckiego geografa Heinricha Adamy’ego pierwotna nazwa miejscowości brzmiała Szewcowice, wywodząc się od polskiej nazwy zawodu szewca, Nazwa wsi jego zdaniem ma oznaczać po niemiecku Schuhmacherdorf (pol. 'wieś wytwórców butów').
W alfabetycznym spisie miejscowości na terenie Śląska wydanym w 1830 roku we Wrocławiu przez Johanna Knie wieś występuje pod polską nazwą Dziewkowic oraz zgermanizowaną Dziewkowitz.
W okresie hitlerowskiego reżimu w latach 1936–1945 administracja III Rzeszy zmieniła nazwę na całkowicie niemiecką Frauenfeld. Po II wojnie światowej polska administracja zmieniła ponownie nazwę na Dziewkowice polonizując wcześniejszą zgermanizowaną nazwę wsi Schewkowitz. Z powodu historycznych procesów lingwistycznych nazwa ta utraciła pierwotne znaczenie związane z zawodem szewca.

## Zabytki
Do wojewódzkiego rejestru zabytków wpisany jest spichlerz dworski, z XVIII/XIX w..
Inne obiekty:
- duży, nieczynny kamieniołom wapieni środkowego triasu[9].